# ميراث رائع
ميراث رائع (بالكورية: 찬란한 유산)؛ هو مسلسل تلفزيوني كوري جنوبي من بطولة هان هيو جوو، لي سيونغ جي، باي سو بين ومون تشاي وون. عرض المسلسل على شبكة إس بي إس من 25 أبريل حتى 26 يوليو 2009.  
كانت من بين أفضل الأعمال الدرامية الكورية للعام، احتفظت بمركزها الأول في نسب المشاهدة لمدة 20 أسبوعًا متتاليًا ووصلت ذروة تقييماتها إلى 47.1٪ للحلقة الأخيرة.

## القصة
حياة جو اون سونج مشابهة لحياة سندريلا، حيث أن بعد موت والدها، استولت زوجته بيك سونج هي على كل ممتلكاتها، واختفى شقيقها الأصغر أون وو فجأة دون ترك أي أثر، برغم ذلك تعمل اون سونج جاهدة لتحقق أحلامها، وعندما أصيبت رئيسة شركة الاغذية جانج سوك جا بفقدان الذاكرة ولم تعد تتذكر هويتها، قامت اون سونج بإيوائها، ولكن اون سونج لا تعلم بأنها جدّة سون وو هوان، الرجل الذي تبدلت حقيبتها بحقيبته في المطار. 

## التقييمات
| حلقات | تاريخ البث    | على الصعيد الوطني | سيئول       |
| ----- | ------------- | ----------------- | ----------- |
| 1     | 25 أبريل 2009 | 15.9% (5th)       | 15.8% (5th) |
| 2     | 26 أبريل 2009 | 19.6% (4th)       | 19.4% (4th) |
| 3     | 2 مايو 2009   | 17.9% (2nd)       | 18.8% (2nd) |
| 4     | 3 مايو 2009   | 23.2% (1st)       | 23.9% (1st) |
| 5     | 9 مايو 2009   | 22.8% (1st)       | 23.8% (1st) |
| 6     | 9 مايو 2009   | 26.9% (1st)       | 27.6% (1st) |
| 7     | 10 مايو 2009  | 25.1% (1st)       | 25.4% (1st) |
| 8     | 17 مايو 2009  | 28.1% (1st)       | 29.1% (1st) |
| 9     | 23 مايو 2009  | 27.2% (1st)       | 27.8% (1st) |
| 10    | 24 مايو 2009  | 28.8% (1st)       | 30.2% (1st) |
| 11    | 30 مايو 2009  | 27.2% (1st)       | 28.4% (1st) |
| 12    | 31 مايو 2009  | 32.0% (1st)       | 34.2% (1st) |
| 13    | 6 يونيو 2009  | 30.0% (1st)       | 30.8% (1st) |
| 14    | 7 يونيو 2009  | 32.4% (1st)       | 33.5% (1st) |
| 15    | 13 يونيو 2009 | 30.6% (1st)       | 31.5% (1st) |
| 16    | 14 يونيو 2009 | 33.4% (1st)       | 33.9% (1st) |
| 17    | 15 يونيو 2009 | 32.8% (1st)       | 33.5% (1st) |
| 18    | 26 يونيو 2009 | 34.6% (1st)       | 34.6% (1st) |
| 19    | 27 يونيو 2009 | 33.3% (1st)       | 33.8% (1st) |
| 20    | 28 يونيو 2009 | 38.4% (1st)       | 38.8% (1st) |
| 21    | 4 يوليو 209   | 35.7% (1st)       | 35.6% (1st) |
| 22    | 5 يوليو 2009  | 39.0% (1st)       | 38.5% (1st) |
| 23    | 11 يوليو 2009 | 37.2% (1st)       | 37.2% (1st) |
| 24    | 12 يوليو 2009 | 41.3% (1st)       | 41.2% (1st) |
| 25    | 18 يوليو 2009 | 39.3% (1st)       | 39.0% (1st) |
| 26    | 19 يوليو 2009 | 42.2% (1st)       | 42.8% (1st) |
| 27    | 25 يوليو 2009 | 40.5% (1st)       | 39.9% (1st) |
| 28    | 26 يوليو 2009 | 45.2% (1st)       | 46.0% (1st) |
|       | المعدل        | 31.5%             | 32.0%       |

## روابط خارجية
ميراث رائع على موقع IMDb (الإنجليزية)
- ميراث رائع على موقع نتفليكس (الإنجليزية)
- ميراث رائع على موقع ليتربوكسد (الإنجليزية)
- ميراث رائع على موقع كينوبويسك (الروسية)
- ميراث رائع على موقع قاعدة بيانات الفيلم (الإنجليزية)